# Vurmbeja
Vurmbeja (lat. Wurmbea), biljni rod lukovičastih trajnica iz porodice mrazovčevki, smješten u tribus Anguillarieae. Postoji 54 priznatih vrsta, iz Australije, Afrike i Novog Zelanda.

## Opis
Višegodišnje gole zeljaste biljke s bulbotuberom, dvodomne, poligamne ili svi cvjetovi dvospolni; stabljika nerazgranata. Listovi bazalni ili na stabljiki. Cvat je klas ili pojedinačni cvijet; brakteje odsutne. Cvjetovi dvospolni ili jednospolni; muški i ženski cvjetovi u dvodomnih vrsta različiti; muški cvjetovi i cvatovi slični dvospolnim u poligamnih vrsta. Latice obično 6, u 1 pršljenu, slične, srasle prema dnu, postojane; s 1 ili 2 podbazalna nektarija. Prašnika 6; prašnici dorzalno fiksirani ili rijetko gotovo bazično fiksirani, višenamjenski, rastavljeni uzdužnim prorezima. Jajnik gornji, 3-lokularan [ili 4-lokularan kada su tepali 7 ili 8]; ovula mnogo po lokulusu; placentacija aksilna; stilovi kratki, slobodni (ili stopljeni prema bazi). Plod je kapsula, lokulicidna ili i lokulicidna i septicidna; sjemenke okruglaste, smeđe. 

## Vrste
1. Wurmbea angustifolia B.Nord.
2. Wurmbea australis (R.J.Bates) R.J.Bates
3. Wurmbea biglandulosa (R.Br.) T.D.Macfarl.
4. Wurmbea burrowsii Oosth. & K.Balkwill
5. Wurmbea burttii B.Nord.
6. Wurmbea calcicola T.D.Macfarl.
7. Wurmbea capensis Thunb.
8. Wurmbea centralis T.D.Macfarl.
9. Wurmbea cernua T.D.Macfarl.
10. Wurmbea citrina (R.J.Bates) R.J.Bates
11. Wurmbea compacta B.Nord.
12. Wurmbea decumbens R.J.Bates
13. Wurmbea densiflora (Benth.) T.D.Macfarl.
14. Wurmbea deserticola T.D.Macfarl.
15. Wurmbea dilatata T.D.Macfarl.
16. Wurmbea dioica (R.Br.) F.Muell.
17. Wurmbea dolichantha B.Nord.
18. Wurmbea drummondii Benth.
19. Wurmbea elatior B.Nord.
20. Wurmbea elongata B.Nord.
21. Wurmbea flavanthera T.D.Macfarl., A.P.Br. & C.J.French
22. Wurmbea fluviatilis T.D.Macfarl. & A.L.Case
23. Wurmbea glassii (C.H.Wright) J.C.Manning & Vinn.
24. Wurmbea graniticola T.D.Macfarl.
25. Wurmbea hiemalis B.Nord.
26. Wurmbea inflata T.D.Macfarl. & A.L.Case
27. Wurmbea inframediana T.D.Macfarl.
28. Wurmbea inusta (Baker) B.Nord.
29. Wurmbea kraussii Baker
30. Wurmbea latifolia T.D.Macfarl.
31. Wurmbea marginata (Desr.) B.Nord.
32. Wurmbea minima B.Nord.
33. Wurmbea monantha (Endl.) T.D.Macfarl.
34. Wurmbea monopetala (L.f.) B.Nord.
35. Wurmbea murchisoniana T.D.Macfarl.
36. Wurmbea nilpinna R.J.Bates
37. Wurmbea novae-zelandiae (Hook.f. ex Kirk) Lekhak, Survesw. & S.R.Yadav
38. Wurmbea odorata T.D.Macfarl.
39. Wurmbea punctata (L.) J.C.Manning & Vinn.
40. Wurmbea pusilla E.Phillips
41. Wurmbea pygmaea (Endl.) Benth.
42. Wurmbea recurva B.Nord.
43. Wurmbea robusta B.Nord.
44. Wurmbea saccata T.D.Macfarl. & S.J.van Leeuwen
45. Wurmbea sinora T.D.Macfarl.
46. Wurmbea spicata (Burm.f.) T.Durand & Schinz
47. Wurmbea stellata R.J.Bates
48. Wurmbea stricta (Burm.f.) J.C.Manning & Vinn.
49. Wurmbea tenella (Endl.) Benth.
50. Wurmbea tenuis (Hook.f.) Baker
51. Wurmbea tubulosa Benth.
52. Wurmbea uniflora (R.Br.) T.D.Macfarl.
53. Wurmbea variabilis B.Nord.
54. Wurmbea viridiflora Oosth. & K.Balkwill

## Sinonimi
1. Anguillaria R.Br.
2. Dipidax P.Lawson ex Salisb.
3. Neodregea C.H.Wright
4. Onixotis Raf.
5. Skizima Raf.